# Monștrii (film din 1986)
Monștrii  (1986, Critters) este un film SF considerat film idol, cu Dee Wallace-Stone, M. Emmet Walsh, Billy Green Bush și Scott Grimes în rolurile principale. Este regizat de Stephen Herek și scenariul este realizat de Herek, Domonic Muir (povestea) și Don Keith Opper (scene suplimentare). Este primul film din seria Critters. Se consideră că a fost inspirat de filmul de succes al lui Joe Dante din 1984 denumit Gremlins, Herek a negat acest lucru în interviuri, subliniind că scenariul a fost scris de Muir înainte ca Gremlins să intre în producție și, ulterior, a fost rescris pentru a micșora similitudinile aparente dintre cele două filme.

## Povestea
Filmul începe pe un asteroid-închisoare din spațiul cosmic. Un grup de creaturi nevăzute cunoscute sub numele de Crites trebuie să fie transportat într-o altă stație. După ce aceste creaturi aparent inteligente provoacă o explozie care ucide doi paznici și rănește alți trei, apoi deturnează o navetă cu care fug, conducătorul închisorii angajează doi vânători de recompense ca să prindă Creaturile. Acești vânători de recompense își pot schimba fața și în cele din urmă urmăresc Creaturile pe Pământ.

## Actori
- Dee Wallace-Stone este Helen Brown
- M. Emmet Walsh este Harv
- Billy Green Bush este Jay Brown
- Scott Grimes este Brad Brown
- Nadine Van der Velde este April Brown
- Don Keith Opper este Charlie McFadden
- Billy Zane este Steve Elliot
- Ethan Phillips este Jeff Barnes
- Terrence Mann este Ug/Johnny Steele
- Jeremy Lawrence este Părintele Miller/Predicator
- Lin Shaye este Sally
- Corey Burton este vocea Creaturilor
- Adele Malis-Morey este Femeia #1